# Sadder Badder Cooler
"Sadder Badder Cooler" (estilizado em todas as letras minúsculas) é uma canção da cantora e compositora sueca Tove Lo. Foi lançada em 22 de maio de 2020 como primeiro single da edição expandida de seu quarto álbum de estúdio, Sunshine Kitty. A reedição foi apelidada de "Paw Prints Edition" e foi lançada no mesmo dia do single. A faixa de abertura do relançamento foi lançada como single com dois remixes oficiais de The Presets e King Arthur. Remixes de Banx & Ranx, MUTO, Y2K, CLMD & Skinny Days e Liu seguiram sendo lançados em 17 de julho, 31 de julho, 7 de agosto, 28 de agosto e 4 de setembro de 2020, respectivamente. O videoclipe da música, animado por Venturia Animation Studios e Dreambear Productions, retrata um desenho animado de Lo e seu companheiro animal Sunshine Kitty (o lince presente na capa do álbum) "em uma missão no estilo Kill Bill" para acabar com vários príncipes da Disney.
Lo cantou a música ao vivo na Billboard e no The Hollywood Reporter "Pride Prom" em 13 de Junho 2020 e no The Late Show com Stephen Colbert em 27 de junho de 2020.

## Fundo e lançamento
Em 18 de maio de 2020, Lo lançou a capa da música em suas redes sociais, anunciou a sua data de lançamento com um trecho animado especial de Sunshine Kitty (o lince presente na capa do álbum) e seus personagens animados como personagens da Disney caminhando para o ritmo da música. Lo pode ser vista caminhando com uma espada no ombro e vestida com uma jaqueta desabotoada e com o cabelo azul, como no videoclipe de "Bikini Porn". Sunshine Kitty pode ser vista com óculos escuros caminhando ao lado de Lo. A faixa serviu como primeiro single do projeto e foi lançada no mesmo dia do lançamento do álbum. Em 19 de maio, Lo anunciou em sua mídia social que Sunshine Kitty: Paw Prints Edition seria lançado em 22 de maio de 2020.

## Alinhamento de faixas
Digital download & streaming – The Presets Remix
1. "sadder badder cooler (The Presets Sunshine Remix)" – 3:44
2. "sadder badder cooler (The Presets Midnight Remix)" – 3:44

Digital download & streaming – King Arthur Remix
1. "sadder badder cooler (King Arthur Remix)" – 2:55

Digital download & streaming – Banx & Ranx Remix
1. "sadder badder cooler (Banx & Ranx Remix)" – 2:29

Digital download & streaming – MUTO Remix
1. "sadder badder cooler (MUTO Remix)" – 3:15

Digital download & streaming – Y2K Remix
1. "sadder badder cooler (Y2K Remix)" – 3:04

Digital download & streaming – CLMD & Skinny Days Remix
1. "sadder badder cooler (CLMD & Skinny Days Remix)" – 3:48

Digital download & streaming – Liu Remix
1. "sadder badder cooler (Liu Remix)" – 2:17

## Créditos
Créditos adaptados do TIDAL.
- Tove Lo - composição, vocais principais
- Elvira Anderfjärd - composição, produção, vocais de fundo, bateria, baixo elétrico, sintetizador, programação, programação vocal
- Max Martin - composição
- Michael Ilbert - mixagem
- Chris Gehringer - engenheiro de masterização

## Desempenho nas paradas musicais
| País — Tabela musical (2020)                   | Melhor posição |
| ---------------------------------------------- | -------------- |
| Suécia (Sweden Heatseeker – Sverigetopplistan) | 15             |

## Histórico de lançamento
| Região | Data                  | Formato(s)                 | Versão              | Gravadora(s) | Ref.         |
| ------ | --------------------- | -------------------------- | ------------------- | ------------ | ------------ |
| Várias | 22 de maio de 2020    | Download digital streaming | Versão do álbum     | Republic     | [ 9 ]        |
| Várias | 22 de maio de 2020    | Download digital streaming | The Presets Remix   | Republic     | [ 2 ] [ 23 ] |
| Várias | 22 de maio de 2020    | Download digital streaming | King Arthur Remix   | Republic     | [ 3 ] [ 24 ] |
| Várias | 17 de julho de 2020   | Download digital streaming | Banx & Ranx Remix   | Republic     | [ 4 ] [ 25 ] |
| Várias | 31 de julho de 2020   | Download digital streaming | MUTO Remix          | Republic     | [ 5 ] [ 26 ] |
| Várias | 7 de agosto de 2020   | Download digital streaming | Y2K Remix           | Republic     | [ 6 ] [ 27 ] |
| Várias | 28 de agosto de 2020  | Download digital streaming | CLMD & Skinny Remix | Republic     | [ 7 ] [ 28 ] |
| Várias | 4 de setembro de 2020 | Download digital streaming | Liu Remix           | Republic     | [ 8 ] [ 29 ] |